# 第五十九屆超級碗
第五十九届超級盃（英語：Super Bowl LIX），是美國當地時間2025年2月9日在紐奥良凱撒超級巨蛋举行的超級盃比賽。由國聯（NFC）冠军费城老鹰對決美聯（AFC）冠军堪薩斯城酋長。老鷹在攻守兩端皆成功壓制酋長，在第三節一度握有34-0大幅領先，比賽也在第四節中段就進入垃圾時間。最終老鹰以40-22击败酋長奪冠，酋長也因此錯失史無前例的NFL全國美式足球三連冠機會。老鹰四分卫杰伦·赫茨當選超级盃最有价值球员。

## 比賽場館
本屆賽事主辦城市紐奧良原定將承辦第五十八屆超級盃。因日程與懺悔星期二活動衝突，而順延至本屆。本屆是紐奧良第十一次主辦超級盃，也是在凱撒超級巨蛋所進行的第八場超級盃。